# Propyläen (München)

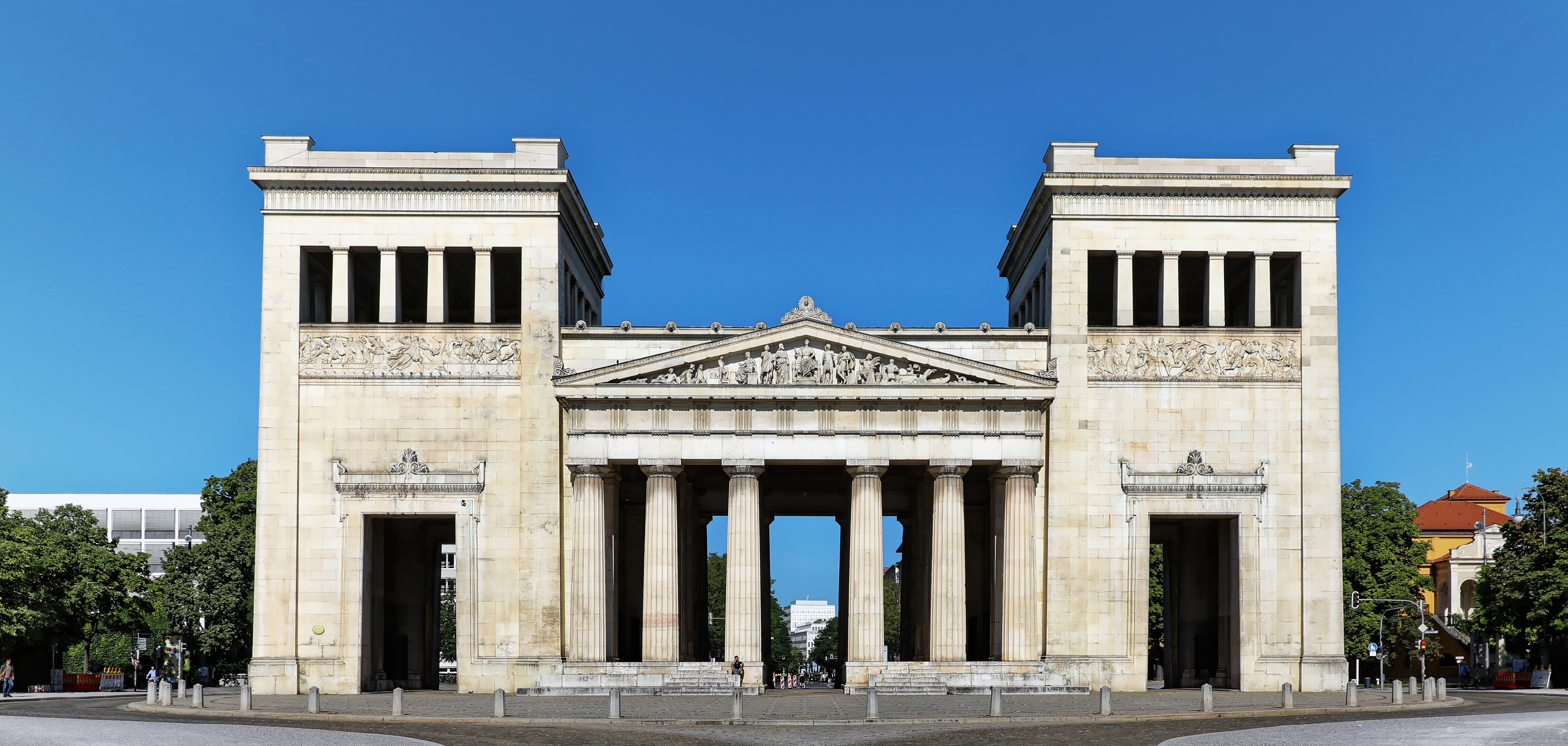
Propyläen München

Die Propyläen sind ein klassizistisches Baudenkmal am Königsplatz im Bezirk Maxvorstadt der bayerischen Landeshauptstadt München. Sie wurden 1846 bis 1862 im Auftrag von Ludwig I. nach Entwurf von Leo von Klenze errichtet. Als Vorlage dienten die Propyläen in Athen.

## Geschichte

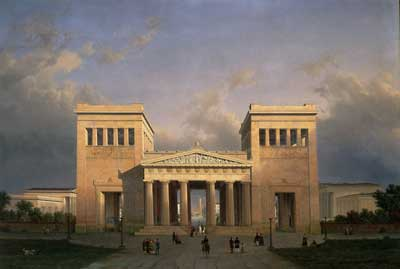
Propyläen auf dem Münchner Königsplatz, Gemälde von Leo von Klenze, 1848

Die Propyläen an der Westseite des Münchner Königsplatzes wurden von Leo von Klenze im Auftrag von König Ludwig I. in Form eines Tempeleingangs (Propylon) errichtet. Sie sind neben dem Obelisken am Karolinenplatz das einzige Bauwerk Leo von Klenzes, das Ludwig I. der Stadt München übereignete. Bereits 1816 wurde erwogen, den Torbau zu errichten. Klenze, ein klassizistischer Architekt, Maler und Stadtplaner, malte ein Bild der Propyläen, um für sein Projekt zu werben. Es dauerte 30 Jahre, bis der Auftrag tatsächlich erteilt wurde. Als König Ludwig I. 1848 abdanken musste, wurde das Projekt erneut in Frage gestellt – nicht zuletzt, weil München zu diesem Zeitpunkt hier kein Stadttor mehr benötigte, da die Stadt weit über den Königsplatz hinaus gewachsen war. Klenzes Gemälde unterstrich die städtebauliche Bedeutung des Baus: Blickt man durch den Säulengang der Propyläen, sieht man die neu entstandene Achse der Brienner Straße, die über den Karolinenplatz mit dessen Obelisken zum Hofgartentor, zum Odeonsplatz und zur Ludwigstraße führt. Damit sind die Propyläen mit dem Siegestor Teil eines damals neu entstandenen Achsensystems, das die Residenz in den Mittelpunkt Münchens rückte.
Schließlich wurden die Propyläen aus Privatmitteln Ludwigs I. erbaut – als Denkmal der Griechischen Befreiungskriege (1821 bis 1829) gegen die türkische Fremdherrschaft sowie zu Ehren des Wittelsbacher-Königs Otto von Griechenland, welcher der Sohn des Königs Ludwig I. von Bayern war. An den Wänden der Hauptdurchfahrt wurden die Namen von insgesamt 32 Freiheitskämpfern angebracht. Die Bauarbeiten an der Toranlage dauerten von 1846 bis 1862. Kurz vor dem Sturz Ottos wurden die Propyläen schließlich eingeweiht. Ihr Name bezieht sich auf die Propýlaia, den Vorbau am Aufgang zur Akropolis im antiken Athen, die unter Perikles als Tempelbezirk ausgebaut wurde. In München sollte der Königsplatz einen vergleichbaren Vorbau erhalten. Damit wollte Leo von Klenze ein Bild des reinen Hellenismus nach Bayern verpflanzen. Der Verkehr wurde ursprünglich durch die seitlichen Durchfahrten geleitet, wobei während der Monarchie die mittlere Durchfahrt dem König vorbehalten war. Nach Kriegsschäden wurden die Propyläen in zwei Abschnitten 1951 bis 1954 und 1965 bis 1966 weitgehend originalgetreu rekonstruiert. Die Giebelskulpturen sind großteils Kopien; ihre nach Kriegsschäden nur fragmentarisch erhaltenen Originale sind im U-Bahnhof Königsplatz in Vitrinen ausgestellt.

## Architektur

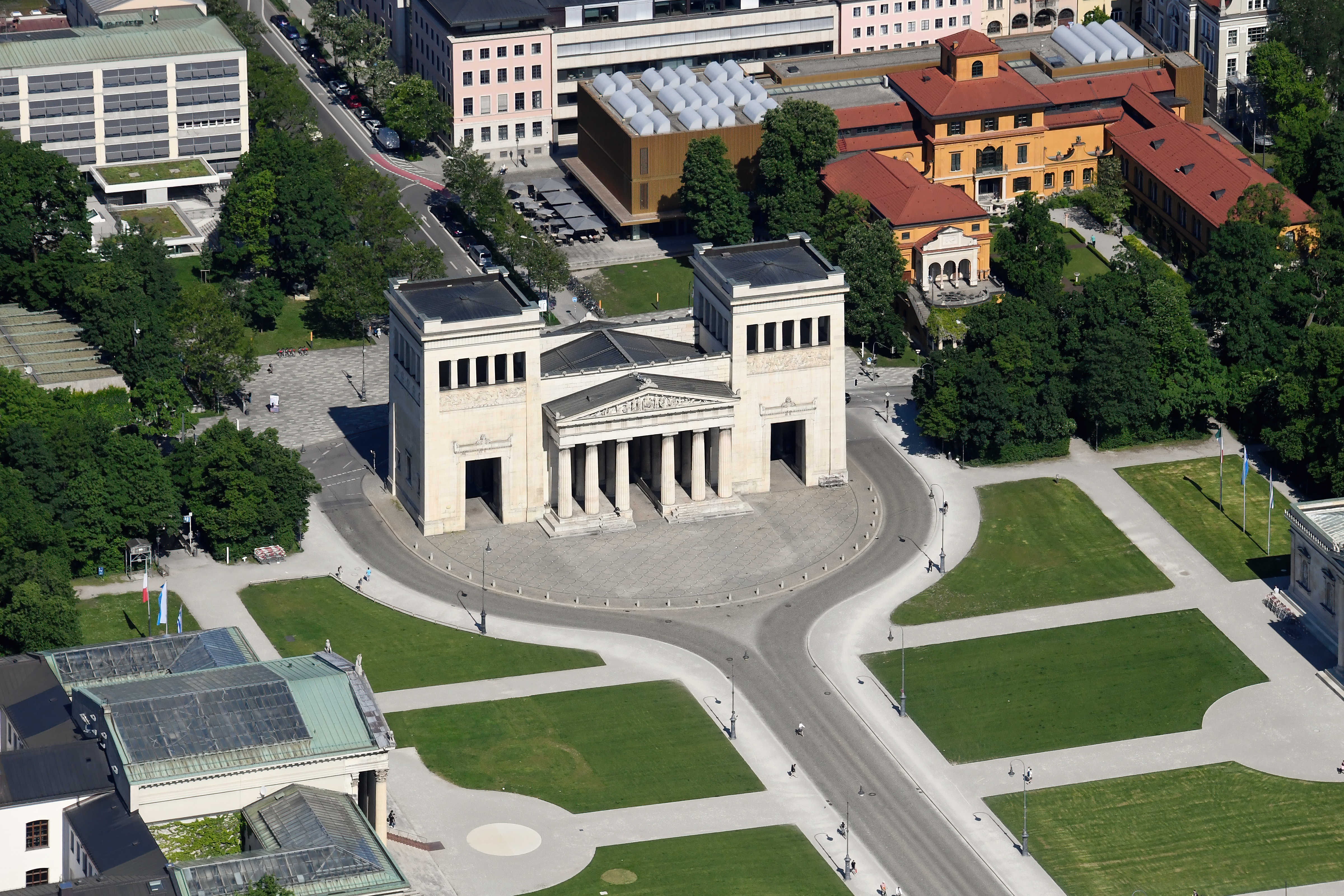
Die Propyläen aus der Vogelperspektive

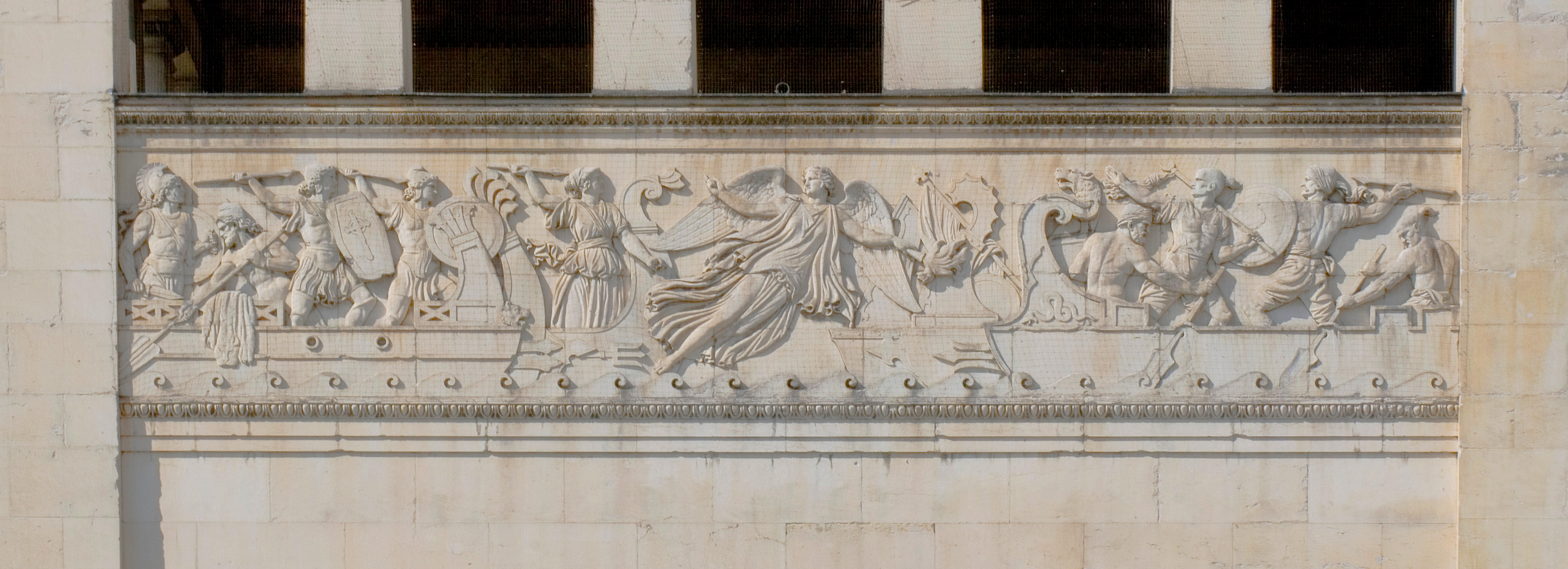
Relief Kampf zur See (Schlacht von Navarino)

Die Propyläen sind das letzte rein klassizistische Bauwerk Münchens. Sie wurden fast fugenlos aus großen Quadern gemauert und schlossen die Gestaltung des Königsplatzes ab. Die Toranlage vervollständigte den vorhandenen klassischen Kanon: Die ionische Glyptothek und das korinthische Kunstausstellungsgebäude (heute Staatliche Antikensammlungen) wurden durch die Propyläen mit ihren dorischen Säulen ergänzt. Zur Vorbereitung benutzte Klenze Dokumentationen über das Dipylon von Athen und das Propylon von Messene. Anschließend entschied er sich, den Münchner Bau mit zwei Türmen zu flankieren. Jeder der beiden Türme ist ein mächtiger Quader mit einer Durchfahrt im unteren und einer Plattform im oberen Geschoss. Während sich im Außenbereich dorische Säulen finden, tragen im Inneren ionische Säulen das Dachgebälk unter einer verzierten Kassettendecke. Ursprünglich ließ sich das Gebäude auch in Nord-Süd-Richtung über Durchgänge durchqueren, die zum Schutz vor Vandalismus heute mit Gittern verschlossen sind. Die Obergeschosse mit den Turmplattformen sind ebenfalls nicht zugänglich. Darüber hinaus wurde der Mittelbau rechts und links von je drei dorischen Säulen eingefasst. Diese Säulen befinden sich auf einer angehobenen Plattform und tragen ein Giebeldreieck. 
Die klassizistischen Architekten jener Zeit wussten, dass griechische Tempel farbig gestaltet waren. Doch war unbekannt, wie es im antiken Griechenland gelang, Marmorflächen mit leuchtenden Farben zu versehen. Klenze wollte dem Gebäude einen prächtigen Farbenschmuck verleihen, doch fand auch er keine Lösung für das Auftragen der Farben. Darum entwarf er ein bildhauerisches Programm, bestehend aus Skulpturen in den Giebelfeldern und Reliefs an den Turmfassaden, das Ludwig von Schwanthaler ausführte. Es dokumentiert die Geschichte der griechischen Befreiungskriege gegen die türkische Fremdherrschaft teils anhand allegorischer Darstellungen, teils anhand tatsächlicher Ereignisse. Auf der Feldseite (Westseite) sind der Schwur der Griechen (links), die Befreiung Griechenlands (Mitte) und der Kampf zu Lande dargestellt; auf der Stadtseite (Ostseite) der Kampf zur See (links), die Huldigung König Ottos (Mitte) und der Bürgerkrieg der Griechen (rechts). Darunter lässt sich beispielsweise das Relief Kampf zur See der entscheidenden Schlacht von Navarino zuordnen. Die Schmalseiten der Propyläen tragen jeweils fünf Lorbeerkränze als plastische Verzierungen.

## Inschriften

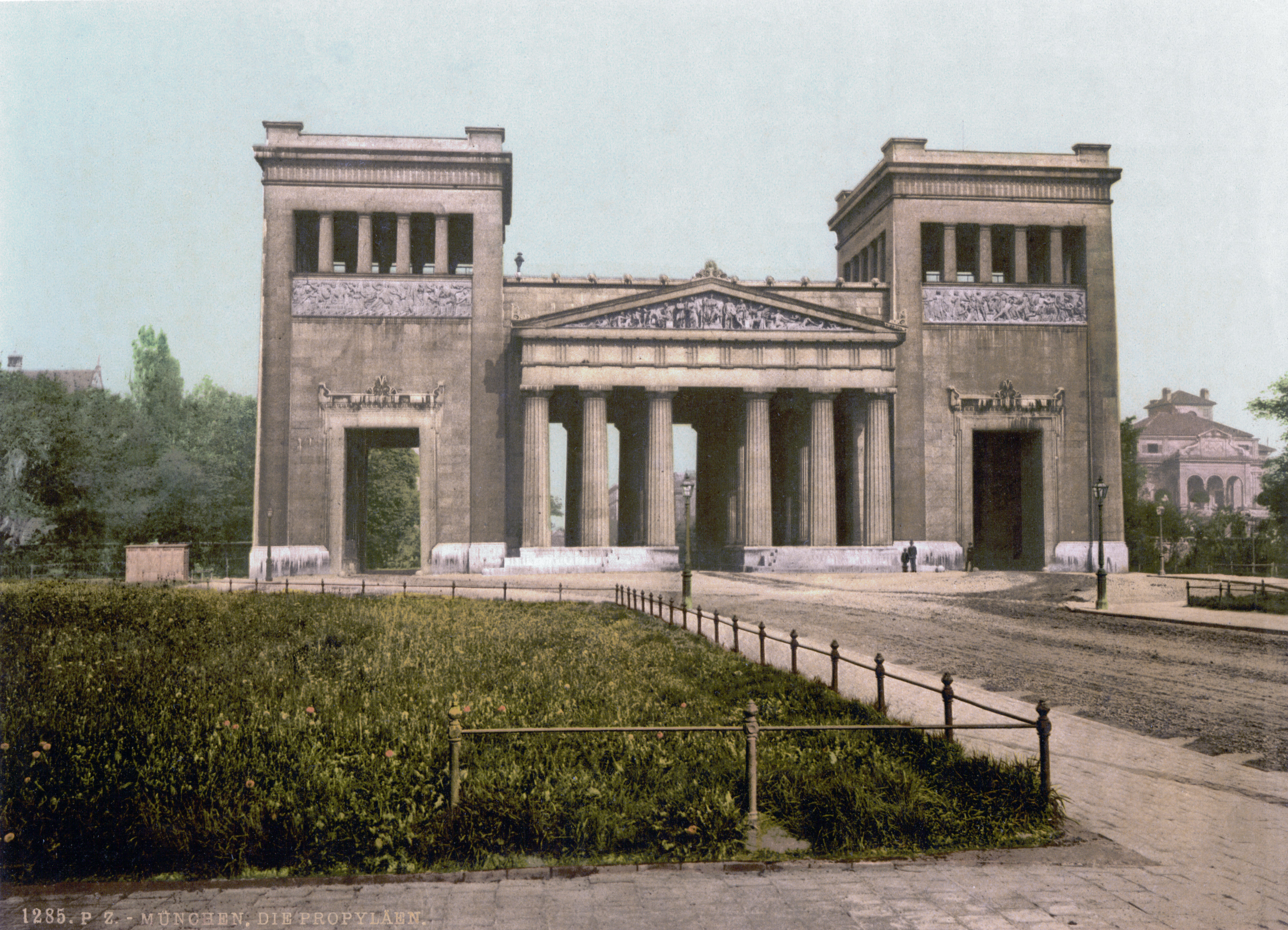
Propyläen auf dem Königsplatz um 1900

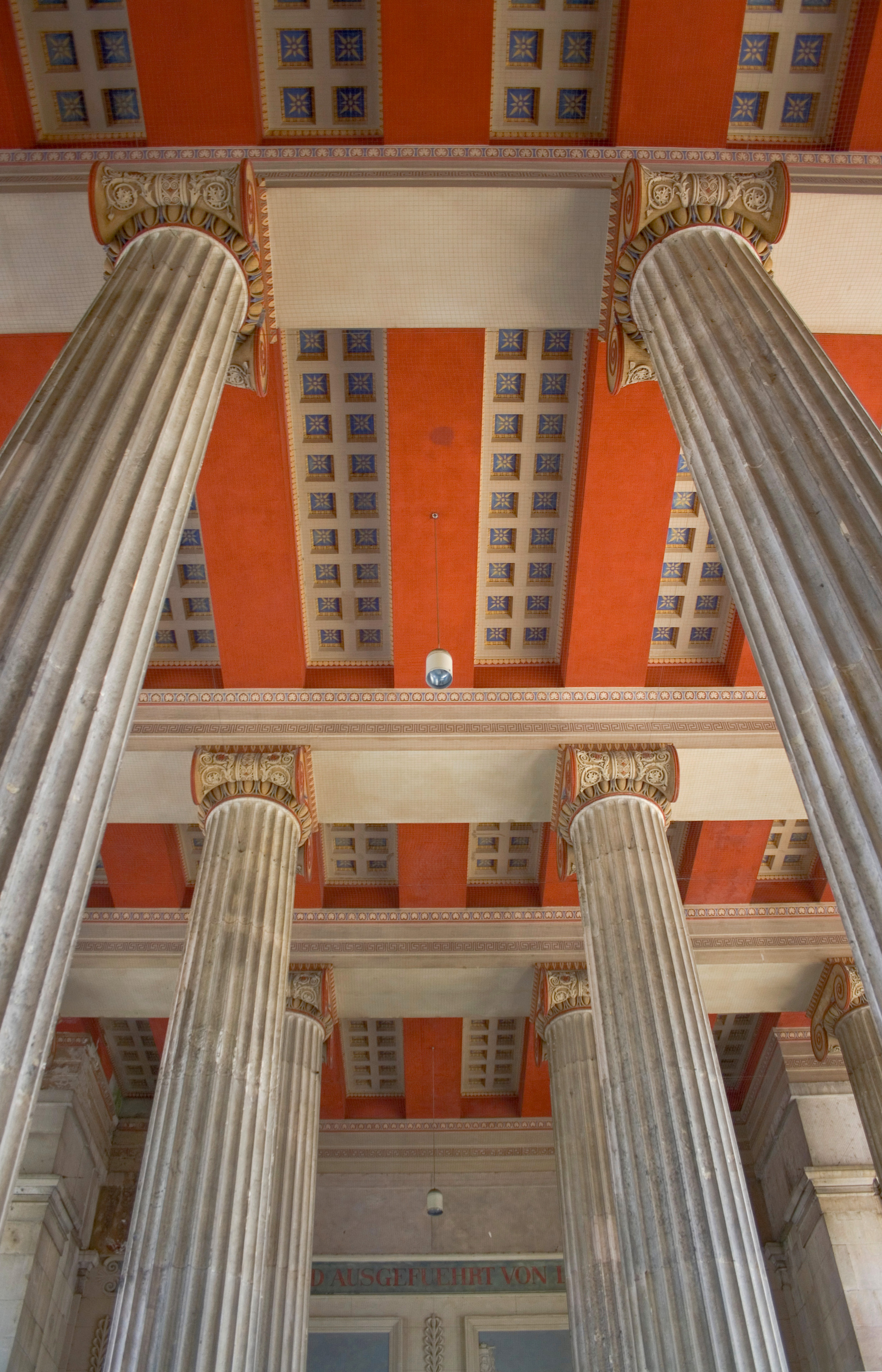
Säulenhalle im Mittelbau

An den Innenwänden der Säulenhalle befinden sich oberhalb die Inschriften „ERBAUT VON LUDWIG I. KOENIG VON BAYERN MDCCCLXII“ an der Südwand, „ERFUNDEN UND AUSGEFUEHRT VON L. VON KLENZE“ an der Nordwand, sowie unterhalb die Namen von insgesamt 29 Personen und 3 Organisationen,
die sich in den Griechischen Befreiungskriegen (1821–1829) gegen die türkische Fremdherrschaft auszeichneten. Die deutschen Transkriptionen lauten:
Nordwestwand:
- Andreas Londos
- Nikitas Stamatelopoulos
- Odysseas Androutsos
- Ilias Mavromichalis
- Alexandros Mavrokordatos
- Andreas Miaoulis
- Konstantinos Kanaris
- Ioannis Kolettis

Nordostwand:
- Patriarch Gregorios[3]
- Rigas Feraios
- Germanos von Alt-Patras[4]
- Dimitrios Ypsilantis
- Theodoros Kolokotronis
- Andreas Metaxas
- Adamantios Korais
- Bouboulina Laskarina[5]

Südwestwand:
- Andreas Zaimis
- Kitsos Tzavelas
- Karolos Normann[6]
- Markos Botsaris
- Georgios Koundouriotis
- Panoutsos Notaras
- Georgios Noel Byron[7]
- Karolos Fabbieros[8]

Südostwand:
- Rinaios Gyiafordos
- Georgios Karaiskakis
- Thomas Kochran[9]
- Ioannis Kapodistrias
- Gavriil Eynardos[10]
- Der Freundeskreis[11]
- Die Heilige Versammlung[12]
- Die Philhellenen[13]